# Arleuf
Arleuf este o comună în departamentul Nièvre din centrul Franței. În 2009 avea o populație de 802 de locuitori.

## Evoluția populației
| An        | 1975  | 1982 | 1990 | 1999 | 2006 | 2009 |
| --------- | ----- | ---- | ---- | ---- | ---- | ---- |
| Populație | 1.019 | 864  | 863  | 800  | 786  | 802  |